# Kałyniwka (obwód lwowski)
Kałyniwka (ukr. Калинівка, pol. hist. Porudno) – wieś na Ukrainie, w rejonie jaworowskim obwodu lwowskiego.

## Historia
Dawniej wieś w powiecie jaworowskim.